# Патрік Райт (історик)
Патрик Райт FBA — британський письменник, телеведучий і вчений в галузі культурології та історії культури. Він навчався в Кентському університеті та університеті імені Саймона Фрейзера в Британській Колумбії (Канада).

## Життєпис
Патрик Райт працює професором honoris causa літератури, історії та політики в Лондонському королівському коледжі. Раніше Патрик Райт працював в Інституті культурного аналізу Університету Ноттінгема Трента та членом Лондонського консорціуму. У 1980-х роках він працював у Національній раді добровольчих організацій у Лондоні, а також займався творчістю як письменник та журналіст у період з 1987 по 2000 рік.
Патрик Райт писав статті для багатьох журналів та газет, зокрема « The Guardian», де на початку 1990-х також уклав контракт, як художник. Разом з Тимоті Гайменом організував велику виставку Стенлі Спенсера. У 1999 році він представив серію BBC2 «Річка» про річку Темзу. Патрік Райт — колишній ведучий мистецької програми Радіо 3 «Нічні хвилі».

## Наукова діяльність
Патрик Райт також відомий своїми дослідженнями британської історії. Він є автором кількох книг, багато з яких досліджують теми, пов'язані з Англією та англійською мовою, психогеографією та історією культури, включаючи «Село, яке загинуло для Англії» та «Подорож руїнами: останні дні Лондона» Його остання книга «Вид на море мене знову манить»: Уве Джонсон у Ширнессі досліджує життя східнонімецького письменника Уве Йонсона та його несподіване проживання на острові Шеппі між 1974 та його смертю в 1984 році. У праці автор піднімає проблему деіндустріалізації та її наслідків для Англії та інших країнах. Роман опубліковано наприкінці 2020 року виданням Repeater Books.